# C/2014 G1 (PANSTARRS)
C/2014 G1 (PANSTARRS) — одна з довгоперіодичних комет. Ця комета була відкрита 5 квітня 2014 року; вона мала 20.5m на час відкриття.